# Heinrich I. von Zutphen
Heinrich I. (* um 1080; † um 1120) war Graf von Zutphen.
Sein Vater war Graf Otto II. von Zutphen, der Reiche. Ab 1105 führte er neben seinem Vater den Grafentitel. Sie wurden mit der Vogtei über Corvey betraut, die sie ihrer Verwandtschaft mit den Grafen von Northeim verdankten.
Heinrich heiratete eine Tochter des Grafen Kuno von Beichlingen, eines jüngeren Bruders des Grafen Heinrich von Northeim, der die königlichen Lehen Ooster- und Westergo besaß. Nach dessen Tod tauschte er 1107 das Reichslehen Alzey gegen die beiden friesischen Grafschaften.
1114 war er am Aufstand gegen Kaiser Heinrich V. beteiligt.
1118 wurde er letztmals erwähnt. Das Aussterben der männlichen Linie seines Geschlechts hatte den Heimfall Zutphens an den Bischof von Utrecht zur Folge. Um den Eindruck einer ununterbrochenen Erbfolge aufrechtzuerhalten, wurde in zwei der von den Utrechter Bischöfen angefertigten Fälschungen Dietrich von Winzenburg, Bischof von Münster (1118–1127), als Bruder und Erbe des verstorbenen Grafen Heinrich I. angeführt.
Das Erbe ging an seine Schwester Ermengarde von Zutphen über.
| Personendaten    | Personendaten           |
| ---------------- | ----------------------- |
| NAME             | Heinrich I. von Zutphen |
| KURZBESCHREIBUNG | Graf von Zutphen        |
| GEBURTSDATUM     | um 1080                 |
| STERBEDATUM      | um 1120                 |